# کینتا نرمال
کینتا نرمال (به اسپانیایی: Quinta Normal) یک شهرستان در شیلی است که در استان سانتیاگو واقع شده‌است. کینتا نرمال ۱۳ کیلومتر مربع مساحت و ۱۰۴٬۰۱۲ نفر جمعیت دارد.